# Nauru Airlines
Nauru Air Corporation, die als Nauru Airlines fliegt (früher Our Airline und Air Nauru), ist eine australische Fluggesellschaft und Flag-Carrier der Republik Nauru. Der primär vom Flughafen Nauru ausgehende Flugverkehr wird über ein gleichnamiges, in Yaren ansässiges virtuelles Unternehmen vermarktet, wodurch sie als nationale Fluggesellschaft des Inselstaates gilt.
Die Fluggesellschaft hat ihren Betrieb ursprünglich im Jahr 1970 als Air Nauru aufgenommen und bekam im Juli 1996 infolge einer Umstrukturierung den offiziellen Namen Nauru Air Corporation. Seit 1998 werden die Flüge mit einem australischen Air Operator Certificate durchgeführt, wodurch Brisbane zum Heimatflughafen des Unternehmens wurde. Ab September 2006 nutzte die Gesellschaft den Markenauftritt Our Airline, seit August 2014 findet ihr Flugbetrieb unter der Marke Nauru Airlines statt.

## Geschichte

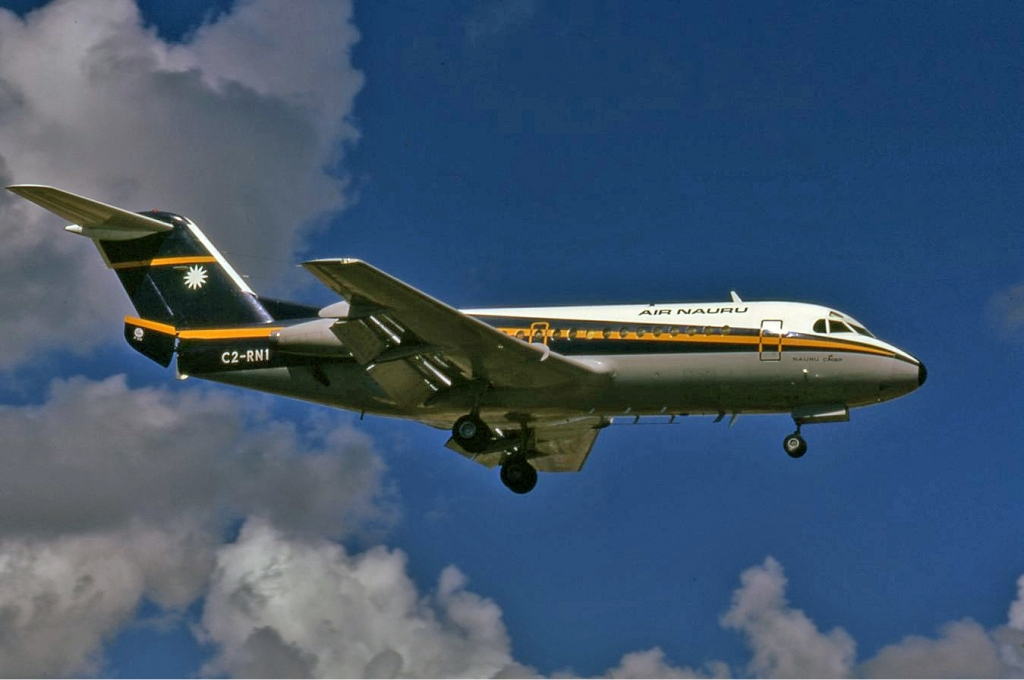
Die erste Fokker F28 der Air Nauru im Jahr 1973

Air Nauru wurde am 17. September 1969 als Staatsunternehmen gegründet, um Flugverbindungen zwischen Nauru und Australien anzubieten. Die Gründung wurde dank des neuen Reichtums durch den Phosphatabbau auf Nauru ermöglicht.
Die Betriebsaufnahme erfolgte am 14. Februar 1970 mit einer im Wetlease gemieteten Dassault Falcon 20, die auf gelegentlichen Regierungsflügen nach Brisbane zum Einsatz kam. Als erstes Verkehrsflugzeug wurde am 18. Januar 1972 eine Fokker F28-1000 übernommen. Mit diesem Flugzeug eröffnete die Gesellschaft planmäßige Verbindungen von Nauru über Honiara (Salomonen), Nouméa (Neukaledonien) und Brisbane nach Melbourne (beide Australien) sowie von Nauru über Ponape (Mikronesien), Guam (US-Territorium) und Okinawa nach Kagoshima (beide Japan). Zudem flog sie Tarawa (Kiribati) und Majuro (Marshallinseln) mit der Fokker F28 an. Eine zweite Maschine dieses Typs erhielt Air Nauru am 18. Juni 1974.
Am 25. Juni 1975 übernahm Air Nauru ihre erste Boeing 737-200, am 31. Mai 1976 ihre erste Boeing 727-100. Diese Flugzeuge ersetzten bis 1977 die beiden Fokker F28. Im Frühjahr 1978 wurden Liniendienste von Nauru über Guam, Manila (Philippinen) und Taipeh (Taiwan) nach Hongkong (britische Kolonie) angeboten. Andere Zielorte waren zu dieser Zeit weiterhin Melbourne, Nouméa, Honiara, Ponape, Okinawa und Kagoshima sowie neu Port Vila (Vanuatu) und Apia (Samoa). Im Frühjahr 1979 setzte die Gesellschaft zwei Boeing 727-100 und zwei Boeing 737-200 ein. Eine dritte von Ansett Australia erworbene Boeing 727-100 ergänzte im Mai 1980 die Flotte.
Das bestehende Streckennetz wurde bis Anfang 1983 mit neuen Verbindungen nach Auckland (Neuseeland), Nadi und Suva (beide Fidschi) sowie nach Pago Pago (Amerikanisch-Samoa), Saipan (US-Territorium), Truk (Mikronesien),  Nuku'alofa (Tonga) und Singapur erweitert. Air Nauru betrieb zu dieser Zeit drei Boeing 727-100 und drei Boeing 737-200, darunter eine Kombi-Maschine, die auch als Frachtflugzeug genutzt werden konnte. Die damalige Flotte besaß eine Gesamtkapazität von 552 Sitzplätzen, obwohl Nauru im Jahr 1983 nur 7855 Einwohner hatte. Der verlustbringende Flugbetrieb musste vom Staat finanziert werden.
Wegen der weltweiten Rezession in den 1990er-Jahren mussten einige Verbindungen (u. a. Taipeh, Auckland) gestrichen werden. Nach einer Vereinbarung mit der australischen Fluggesellschaft Qantas und Air New Zealand flog Air Nauru fortan nur noch die rentabelsten Verbindungen und ersetzte 1993 ihre gesamte Flotte durch zwei Boeing 737-400. Die neuen Maschinen gaben den Ausschlag für eine erneute Umgestaltung des Logos.
Gegen Ende der 1990er-Jahre wurde ein Plan erstellt, der die umliegenden Inseln erschließt. Er sollte Geld von US-amerikanischen Touristen einbringen und sah das Leasing einer Douglas DC-8 für Charterflüge vor.
Trotz der staatlichen Subventionen war Air Nauru stets defizitär. In den letzten Jahren gingen die Subventionen zurück, sodass heute einzelne Flüge gestrichen werden, weil das Geld für Kerosin oder Reparaturen fehlt. Der Hauptzweck der Air Nauru war der Transport von in- und ausländischen Politikern und Repräsentanten von und nach Nauru.
Am 4. September 2004 wurde Kinza Clodumar als Vorsitzender der damaligen Air Nauru von der Regierung entlassen. Parlamentarier Fabian Ribauw warf ihm Veruntreuung vor, weil er für die Firma BACF, welche Nauru angeblich 23 Millionen US-Dollar lieh, als Vermittler und somit gegen die Regierung handeln würde. Am 7. Mai 2005 musste der CEO, Geoffrey Bowmaker, Gerüchte dementieren, dass die nauruische Fluggesellschaft am 20. Mai ihren Betrieb einstellen würde.
Air Nauru und die nauruische Regierung haben bei der Export-Import Bank of the United States und Wells Fargo Schulden von mehr als 10 Millionen US-Dollar. Ein Teil der Schulden hätte von der Volksrepublik China bezahlt werden sollen, wie 2002 versprochen wurde. Da dies jedoch nie geschah, wechselte die nauruische Republik im diplomatischen Streit zwischen China und Taiwan die Seite und erkannte Taiwan wieder an.
Im Dezember 2005 hatte die amerikanische Bank schließlich das einzige Flugzeug der Air Nauru zurückverlangt; zwischenzeitlich wurde der Flugbetrieb eingestellt. Die Appellation von Verkehrsminister Kieren Keke direkt an die US-amerikanische Regierung, das Flugzeug wieder zurückzuerhalten, scheiterte. Für die Finanzierung einer neuen Boeing 737-300, welche das Luftfahrzeugkennzeichen VH-INU trägt, sprang inzwischen jedoch Taiwan ein. Seit September 2006 ist diese Maschine in Betrieb und zugleich wurde der Markenauftritt von Air Nauru in Our Airline geändert.
Im August 2014 wurde Our Airline in Nauru Airlines umfirmiert.

## Flugziele
Mit Stand Januar 2024 werden vom Flughafen Nauru folgende Zielorte angeflogen:
- Nauru – Brisbane (Australien)
- Brisbane (Australien) – Honiara (Salomonen) – Nauru – Tarawa (Kiribati) – Kiritimati (Kiribati) – Majuro (Marshallinseln) – Pohnpei (Mikronesien)
- Nauru – Nadi (Fidschi)

## Flotte

### Aktuelle Flotte
Mit Stand April 2025 besteht die Flotte der Nauru Airlines aus sieben Flugzeugen mit einem Durchschnittsalter von 24,4 Jahren:
| Flugzeugtyp        | Anzahl | bestellt | Anmerkungen                       | Sitzplätze (Business/Eco) | Durchschnittsalter |
| ------------------ | ------ | -------- | --------------------------------- | ------------------------- | ------------------ |
| Boeing 737-300     | 2      |          |                                   | 124 (10/114) 114 (18/96)  | 26,6 Jahre         |
| Boeing 737-300(SF) | 2      |          | eine inaktiv                      | Fracht                    | 26,6 Jahre         |
| Boeing 737-700     | 1      |          | mit Winglets ausgestattet         | 126 (12/114)              | 19,3 Jahre         |
| Boeing 737-800     | 1      |          | mit Winglets ausgestattet         | 178 (10/168)              | 22,5 Jahre         |
| Boeing 737-800BCF  | 1      |          | mit Winglets ausgestattet         | Fracht                    | 22,5 Jahre         |
| Embraer E190-E2    |        | 1        | wird betrieben durch Air Kiribati | 92 (12/80)                |                    |
| Gesamt             | 7      | 1        |                                   |                           | 24,4 Jahre         |

### Ehemalige Flugzeugtypen
In der Vergangenheit setzte Nauru Airlines bereits folgende Flugzeugtypen ein
- Boeing 737-200
- Boeing 737-400
- Fokker F-27
- Fokker F28
- Lockheed L-188 Electra